# Pla raa

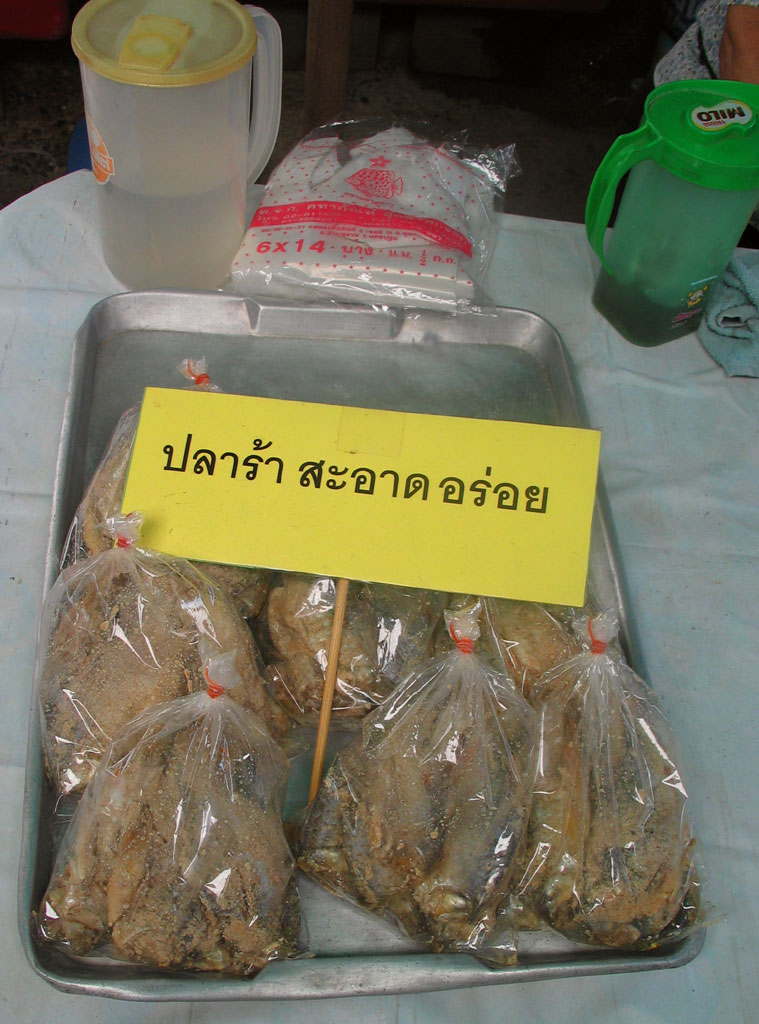
Pla Raa - pescado fermentado al estilo tailandés. El letrero dice: "Pla Raa, limpio y delicioso".

Pla Raa (tailandés:ปลาร้า, se suele pronunciar también como Balaa, y significa "pescado fermentado") es una especie de salsa de pescado fermentada muy popular en la cocina tailandesa. Por su sabor salado se suele emplear en los platos como sazonador. Se elabora con pescados diferentes, arroz tostado y sal, y se deja fermentar en un recipiente durante cerca de tres meses. Es un ingrediente habitual que suele añadirse al som tam.